# Agua Blanca (Jalisco)
Agua Blanca es una localidad del estado mexicano de Jalisco. Es parte del municipio de El Salto. Fue fundada el 15 de septiembre de 2013.

## Demografía
| Censo | Población |
| ----- | --------- |
| 2020  | 11 505    |